# Gyeplabda az 1936. évi nyári olimpiai játékokon
Az 1936. évi nyári olimpiai játékokon a gyeplabdatornát augusztus 4. és augusztus 15. között rendezték. A tornán 11 válogatott szerepelt. A magyar válogatott a nyolcadik helyen végzett.
India mind az öt mérkőzését megnyerve, egyetlen kapott góllal nyerte az aranyérmet.

## Éremtáblázat
(A rendező ország csapata eltérő háttérszínnel, az egyes számoszlopok legmagasabb értéke, vagy értékei vastagítással kiemelve.)
| Az 1936. évi nyári olimpiai játékok éremtáblázata gyeplabdában | Az 1936. évi nyári olimpiai játékok éremtáblázata gyeplabdában | Az 1936. évi nyári olimpiai játékok éremtáblázata gyeplabdában | Az 1936. évi nyári olimpiai játékok éremtáblázata gyeplabdában | Az 1936. évi nyári olimpiai játékok éremtáblázata gyeplabdában | Olimpia  |
| -------------------------------------------------------------- | -------------------------------------------------------------- | -------------------------------------------------------------- | -------------------------------------------------------------- | -------------------------------------------------------------- | -------- |
|                                                                | Ország                                                         | Arany                                                          | Ezüst                                                          | Bronz                                                          | Összesen |
| 1.                                                             | India (IND)                                                    | 1                                                              | 0                                                              | 0                                                              | 1        |
|                                                                |                                                                |                                                                |                                                                |                                                                |          |
| 2.                                                             | Németország (GER)                                              | 0                                                              | 1                                                              | 0                                                              | 1        |
|                                                                |                                                                |                                                                |                                                                |                                                                |          |
| 3.                                                             | Hollandia (NED)                                                | 0                                                              | 0                                                              | 1                                                              | 1        |
|                                                                |                                                                |                                                                |                                                                |                                                                |          |
| Összesen                                                       | Összesen                                                       | 1                                                              | 1                                                              | 1                                                              | 3        |

## Érmesek
| Az 1936. évi nyári olimpiai játékok érmesei férfi gyeplabdában | Az 1936. évi nyári olimpiai játékok érmesei férfi gyeplabdában | Az 1936. évi nyári olimpiai játékok érmesei férfi gyeplabdában | Az 1936. évi nyári olimpiai játékok érmesei férfi gyeplabdában |
| Arany | Ezüst | Bronz |                                                                |
| India (IND) | Németország (GER) | Hollandia (NED) |                                                                |
| --- | --- | --- | -------------------------------------------------------------- |
| Richard Allen Dhyan Chand Ali Dara Lionel Emmett Peter Fernandes Joseph Galibardy Earnest Goodsir-Cullen Mohammed Hussain Sayed Jaffar Ahmed Khan Ahsan Khan Mirza Masood Cyril Michie Baboo Nimal Joseph Phillips Shabban Shahab-ud-Din Garewal Singh Roop Singh Carlyle Tapsell | Hermann auf der Heide Ludwig Beisiegel Erich Cuntz Karl Dröse Alfred Gerdes Werner Hamel Harald Huffmann Erwin Keller Herbert Kemmer Werner Kubitzki Paul Mehlitz Karl Menke Fritz Messner Detlef Okrent Heinrich Peter Heinz Raack Carl Ruck Hans Scherbart Heinz Schmalix Tito Warnholtz Kurt Weiß Erich Zander | Henk de Looper Jan de Looper Aat de Roos Rein de Waal Piet Gunning Inge Heybroek Hans Schnitger René Sparenberg Ernst van den Berg Ru van der Haar Tonny van Lierop Max Westerkamp |                                                                |

## Csoportkör
| Színmagyarázat                |
| ----------------------------- |
| Bejutott az elődöntőbe.       |
| Az 5–11. helyért játszhattak. |

### A csoport
| Csapat                 | M | Gy | D | V | G+ | G– | Gk  | P |
| ---------------------- | - | -- | - | - | -- | -- | --- | - |
| India (IND)            | 3 | 3  | 0 | 0 | 20 | 0  | +20 | 6 |
| Japán (JPN)            | 3 | 2  | 0 | 1 | 8  | 11 | –3  | 4 |
| Magyarország (HUN)     | 3 | 1  | 0 | 2 | 4  | 8  | –4  | 2 |
| Egyesült Államok (USA) | 3 | 0  | 0 | 3 | 2  | 15 | –13 | 0 |

| 1936. augusztus 5. 16:30 | Japán (JPN) | 5 – 1 | Egyesült Államok (USA) |  |
| 1936. augusztus 5. 16:30 | (2 – 0)     |       |                        |  |

| 1936. augusztus 5. 18:00 | India (IND) | 4 – 0 | Magyarország (HUN) |  |
| 1936. augusztus 5. 18:00 | (2 – 0)     |       |                    |  |

| 1936. augusztus 7. 16:30 | India (IND) | 7 – 0 | Egyesült Államok (USA) |  |
| 1936. augusztus 7. 16:30 | (3 – 0)     |       |                        |  |

| 1936. augusztus 8. 18:00 | Japán (JPN) | 3 – 1 | Magyarország (HUN) |  |
| 1936. augusztus 8. 18:00 | (1 – 0)     |       |                    |  |

| 1936. augusztus 10. 16:30 | India (IND) | 9 – 0 | Japán (JPN) |  |
| 1936. augusztus 10. 16:30 | (4 – 0)     |       |             |  |

| 1936. augusztus 10. 18:00 | Magyarország (HUN) | 3 – 1 | Egyesült Államok (USA) |  |
| 1936. augusztus 10. 18:00 | (3 – 0)            |       |                        |  |

### B csoport
| Csapat            | M | Gy | D | V | G+ | G– | Gk | P |
| ----------------- | - | -- | - | - | -- | -- | -- | - |
| Németország (GER) | 2 | 2  | 0 | 0 | 10 | 1  | +9 | 4 |
| Afganisztán (AFG) | 2 | 0  | 1 | 1 | 7  | 10 | –3 | 1 |
| Dánia (DEN)       | 2 | 0  | 1 | 1 | 6  | 12 | –6 | 1 |

| 1936. augusztus 4. 18:00 | Afganisztán (AFG) | 6 – 6 | Dánia (DEN) |  |
| 1936. augusztus 4. 18:00 | (5 – 4)           |       |             |  |

| 1936. augusztus 6. 18:00 | Németország (GER) | 6 – 0 | Dánia (DEN) |  |
| 1936. augusztus 6. 18:00 | (2 – 0)           |       |             |  |

| 1936. augusztus 8. 16:30 | Németország (GER) | 4 – 1 | Afganisztán (AFG) |  |
| 1936. augusztus 8. 16:30 | (1 – 0)           |       |                   |  |

### C csoport
| Csapat              | M | Gy | D | V | G+ | G– | Gk | P |
| ------------------- | - | -- | - | - | -- | -- | -- | - |
| Hollandia (NED)     | 3 | 2  | 1 | 0 | 9  | 4  | +5 | 5 |
| Franciaország (FRA) | 3 | 1  | 1 | 1 | 4  | 5  | –1 | 3 |
| Belgium (BEL)       | 3 | 0  | 2 | 1 | 5  | 6  | –1 | 2 |
| Svájc (SUI)         | 3 | 1  | 0 | 2 | 3  | 6  | –3 | 2 |

| 1936. augusztus 4. 16:30 | Franciaország (FRA) | 1 – 0 | Svájc (SUI) |  |
| 1936. augusztus 4. 16:30 | (0 – 0)             |       |             |  |

| 1936. augusztus 4. 18:00 | Hollandia (NED) | 2 – 2 | Belgium (BEL) |  |
| 1936. augusztus 4. 18:00 | (2 – 1)         |       |               |  |

| 1936. augusztus 6. 16:30 | Hollandia (NED) | 4 – 1 | Svájc (SUI) |  |
| 1936. augusztus 6. 16:30 | (2 – 1)         |       |             |  |

| 1936. augusztus 7. 18:00 | Franciaország (FRA) | 2 – 2 | Belgium (BEL) |  |
| 1936. augusztus 7. 18:00 | (1 – 2)             |       |               |  |

| 1936. augusztus 9. 16:30 | Svájc (SUI) | 2 – 1 | Belgium (BEL) |  |
| 1936. augusztus 9. 16:30 | (1 – 0)     |       |               |  |

| 1936. augusztus 9. 18:00 | Hollandia (NED) | 3 – 1 | Franciaország (FRA) |  |
| 1936. augusztus 9. 18:00 | (1 – 0)         |       |                     |  |

## Rájátszás

### Az 5–11. helyért
| 1936. augusztus 11. | Afganisztán (AFG) | 4 – 1 | Belgium (BEL) |  |
| 1936. augusztus 11. | (2 – 1)           |       |               |  |

| 1936. augusztus 11. | Svájc (SUI) | 5 – 1 | Dánia (DEN) |  |
| 1936. augusztus 11. | (4 – 0)     |       |             |  |

| 1936. augusztus 12. | Japán (JPN) | 4 – 1 | Dánia (DEN) |  |
| 1936. augusztus 12. | (1 – 0)     |       |             |  |

| 1936. augusztus 12. | Afganisztán (AFG) | 3 – 0 | Egyesült Államok (USA) |  |
| 1936. augusztus 12. | (2 – 0)           |       |                        |  |

| 1936. augusztus 13. | Magyarország (HUN) | 1 – 0 | Belgium (BEL) |  |
| 1936. augusztus 13. | (1 – 0)            |       |               |  |

### Elődöntők
| 1936. augusztus 12. 16:30 | India (IND) | 10 – 0 | Franciaország (FRA) |  |
| 1936. augusztus 12. 16:30 | (4 – 0)     |        |                     |  |

| 1936. augusztus 12. 18:00 | Németország (GER) | 3 – 0 | Hollandia (NED) |  |
| 1936. augusztus 12. 18:00 | (1 – 0)           |       |                 |  |

### A 3. helyért
| 1936. augusztus 14. 16:30 | Hollandia (NED) | 4 – 3 | Franciaország (FRA) |  |
| 1936. augusztus 14. 16:30 | (2 – 1)         |       |                     |  |

### Döntő
| 1936. augusztus 15. 11:00 | India (IND) | 8 – 1 | Németország (GER) |  |
| 1936. augusztus 15. 11:00 | (1 – 0)     |       |                   |  |

| Az 1936. évi nyári olimpiai játékok férfi gyeplabdatornájának olimpiai bajnoka |
| · INDIA · 3. cím                                                               |
| ------------------------------------------------------------------------------ |

## Végeredmény
| Helyezés | Csapat                 | M | Gy | D | V | G+ | G– | Gk  | P  |
| -------- | ---------------------- | - | -- | - | - | -- | -- | --- | -- |
| Arany    | India (IND)            | 5 | 5  | 0 | 0 | 38 | 1  | +37 | 10 |
| Ezüst    | Németország (GER)      | 4 | 3  | 0 | 1 | 14 | 9  | +5  | 6  |
| Bronz    | Hollandia (NED)        | 5 | 3  | 1 | 1 | 13 | 10 | +3  | 7  |
| 4.       | Franciaország (FRA)    | 5 | 1  | 1 | 3 | 7  | 19 | –12 | 3  |
|          |                        |   |    |   |   |    |    |     |    |
| 5.       | Japán (JPN)            | 4 | 3  | 0 | 1 | 12 | 12 | 0   | 6  |
| 6.       | Afganisztán (AFG)      | 4 | 2  | 1 | 1 | 14 | 11 | +3  | 5  |
| 7.       | Svájc (SUI)            | 4 | 2  | 0 | 2 | 8  | 7  | +1  | 4  |
| 8.       | Magyarország (HUN)     | 4 | 2  | 0 | 2 | 5  | 8  | –3  | 4  |
| 9.       | Belgium (BEL)          | 5 | 0  | 2 | 3 | 6  | 11 | –5  | 2  |
| 10.      | Dánia (DEN)            | 4 | 0  | 1 | 3 | 8  | 21 | –13 | 1  |
| 11.      | Egyesült Államok (USA) | 4 | 0  | 0 | 4 | 2  | 18 | –16 | 0  |